# Neivamyrmex antillanus
Neivamyrmex antillanus är en myrart som först beskrevs av Auguste-Henri Forel 1897.  Neivamyrmex antillanus ingår i släktet Neivamyrmex och familjen myror. Inga underarter finns listade i Catalogue of Life.